# Romans d'Isonzo
Romans d’Isonzo (furlanski: Romans dal Lusinç, slovenski: Romanž na Soči) je općina u Goričkoj pokrajini u Italiji.
Naselja (frazioni) u ovoj općini su Fratta i Versa.
Romans d’Isonzo graniči s ovim općinama: Gradisca d'Isonzo, Mariano del Friuli, Medea, San Vito al Torre, Tapogliano, Villesse.

## Vanjske poveznice

### Ostali projekti
|  | Zajednički poslužitelj ima još gradiva o temi Romans d'Isonzo |